# Cotysoides
Cotysoides is een geslacht van rechtvleugeligen uit de familie doornsprinkhanen (Tetrigidae). De wetenschappelijke naam van dit geslacht is voor het eerst geldig gepubliceerd in 2000 door Zheng & Jiang.

## Soorten
Het geslacht Cotysoides omvat de volgende soorten:
- Cotysoides albipalpulus Zheng & Jiang, 2003
- Cotysoides circocephalosoides Zheng & Deng, 2004
- Cotysoides guangxiensis Zheng & Jiang, 2000
- Cotysoides interruptus Zheng & Ou, 2011
- Cotysoides tibetanius Zheng, 2005
- Cotysoides yunnanensis Zheng & Mao, 2010